# 天売村
天売村（てうりむら）は、かつて北海道苫前郡に存在した村である。

## 地理
- 島嶼:天売島

## 沿革
- 1906年（明治39年）4月1日 - 北海道二級町村制施行により苫前郡天売村が村制施行し、天売村が発足。増毛支庁に所属。
- 1914年（大正3年）9月7日 - 支庁の移転改称により留萌支庁に所属。
- 1955年（昭和30年）4月1日 - 苫前郡羽幌町に編入され消滅。